# إنماكولادا بانيولس
إنماكولادا بانيولس (من مواليد 6 مايو 1963) مدرسة إسبانية وسياسية تنتمي إلى حزب الشعب المعارض الرئيسي.
ولدت بانيولس في غاندي بإسبانيا. حصلت على دبلوم في العلوم الدينية واجتازت دورات في التدريس والتربية الخاصة. هي متزوجة ولديها ابنتان. بدأت حياتها المهنية السياسية في عام 2003 عندما تم انتخابها عضوًا في مجلس النواب في غانديا. في مارس 2008 تم انتخابها لعضوية مجلس النواب الإسباني عن منطقة فالنسيا. في واحدة من تصويتاتها الأولى في الغرفة صوتت بالخطأ لمرشح حزب العمال الاشتراكي الإسباني لمنصب رئيس الوزراء خوسيه لويس رودريغيز ثاباتيرو، وهو خطأ تم تصحيحه لاحقًا.